# Numididae
Bibilicile sunt păsări din familia Numididae din ordinul Galliformes. Sunt endemice în Africa și se numără printre cele mai vechi păsări Galinacee.

## Taxonomie și sistematică
Aceasta este o listă a speciilor de bibilici, prezentată în ordine taxonomică.
| Subfamilie  | Imagine | Gen                       | Specie                                                                         |
| ----------- | ------- | ------------------------- | ------------------------------------------------------------------------------ |
| Agelastinae |         | Agelastes Bonaparte, 1850 | - Agelastes meleagrides - Agelastes niger                                      |
| Agelastinae |         | Acryllium G.R. Gray, 1840 | - Acryllium vulturinum                                                         |
| Numidinae   |         | Numida Linnaeus, 1764     | - Numida meleagris                                                             |
| Numidinae   |         | Guttera Wagler, 1832      | - Guttera plumifera - Guttera pucherani - Guttera verreauxi - Guttera edouardi |

### Filogenie
Cladogramă bazată pe un studiu realizat de De Chen și colaboratori publicat în 2021.
|  | Numida    |
|  |           |
|  | Agelastes |
|  |           |

|  | Guttera   |
|  |           |
|  | Acryllium |
|  |           |

|  | Numida    |
|  |           |
|  | Agelastes |
|  |           |

|  | Guttera   |
|  |           |
|  | Acryllium |
|  |           |